# Ōtō (Nara)
Ne doit pas être confondu avec Ōtō.
Ōtō (大塔村, Ōtō-mura) est un ancien village du Japon situé dans le district de Yoshino de la préfecture de Nara.

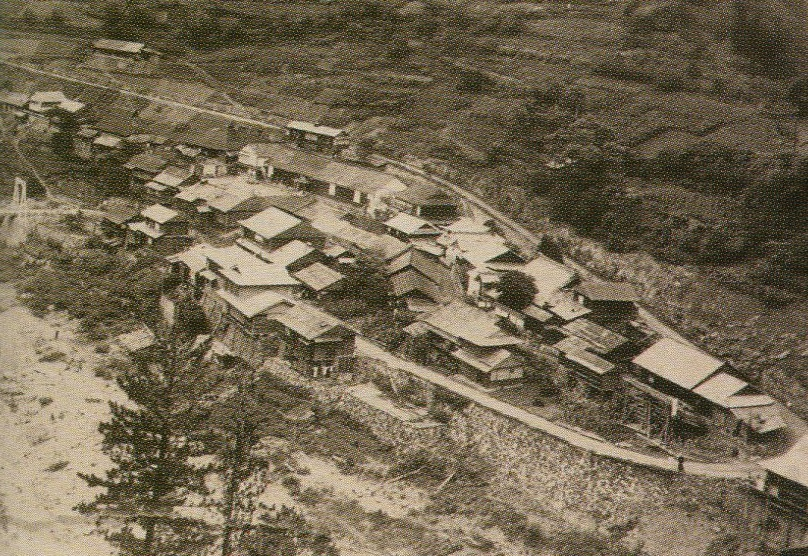
Le village d'Ōtō vers 1927.

En 2003, la population du village est de 781 habitants pour une densité de 7,03 personnes par km². La superficie totale est de 111,06 km2.
Le 25 septembre 2005, Ōtō, en compagnie du village de Nishiyoshino (également dans le district de Yoshino), est fusionné dans la ville en expansion de Gojō.